# Kanton Buchy
Kanton Buchy (fr. Canton de Buchy) je francouzský kanton v departementu Seine-Maritime v regionu Horní Normandie. Skládá se z 21 obcí.

## Obce kantonu
- Bierville
- Blainville-Crevon
- Bois-Guilbert
- Bois-Héroult
- Boissay
- Bosc-Bordel
- Bosc-Édeline
- Bosc-Roger-sur-Buchy
- Buchy
- Catenay
- Ernemont-sur-Buchy
- Estouteville-Écalles
- Héronchelles
- Longuerue
- Morgny-la-Pommeraye
- Pierreval
- Rebets
- Saint-Aignan-sur-Ry
- Sainte-Croix-sur-Buchy
- Saint-Germain-des-Essourts
- Vieux-Manoir